# Marjan Sax
Marjan Sax, née le 26 décembre 1947, est une activiste lesbienne féministe néerlandaise, membre de Dolle Mina et cofondatrice de différentes organisations féministes, comme la fondation Mama Cash. Elle est conseillère auprès d'organisations caritatives.

## Biographie
Marjan Sax est née à Amsterdam et a étudié la politique à l'Université d'Amsterdam. Elle a travaillé comme chercheuse à la Fondation Vrouw & Media de mars 1983 à juin 1986, où elle a examiné la position des femmes journalistes dans les journaux néerlandais. Elle travaille comme conseillère indépendante depuis 2003, elle est également publiciste et membre de différents conseils d'administration. Elle a donné la Mosse Lecture 2003 de la George Mosse Fund (en), intitulée Naar een nieuwe seksuele revolutie (Vers une nouvelle révolution sexuelle).
Marjan Sax a collaboré à Dolle Mina et a été cofondatrice de différentes organisations féministes : l'Amsterdamse vrouwenhuis (nl) en 1973, le groupe d'action pro-avortement Wij Vrouwen Eisen (nl) en 1974, le cours Women's studies à l'Université d'Amsterdam, le Womenbar Saarein en 1978 où un collectif féministes-lesbiennes a organisé des événements (entre autres des journées mère-fille, des soirées de poésie, des journées de chansons folkloriques et des soirées à thème), et les Lesbian Archive Amsterdam (aujourd'hui IHLIA LGBT Heritage) en 1982. Elle a participé à de nombreuses autres activités lesbiennes et féministes. Elle était l'une des occupantes de la clinique d'avortement Bloemenhove à Heemstede, qui a été menacée de fermeture en 1976. Cette action a joué un rôle dans la légalisation de l'avortement en 1984. Elle a tenu un journal de cette action, il a été publié dans De Groene Amsterdammer.
En 1982, elle a fondé, avec Patti Slegers, Dorelies Kraakman, Lida van de Broek, Tania Leon, l'organisation Mama Cash dont elle a fait partie du conseil d'administration jusqu'en 2003. L'organisation Mama Cash dispose de différents fonds pour des projets féminins qui promeuvent l'émancipation et le féminisme. Marjan Sax qui avait fait un héritage important, a accordé à Mama Cash un prêt sans intérêt de 1 250 000 $. Dans les années 80 et 90, elle était impliquée dans De Roze Draad (nl) (1985-1991, le groupe de soutien féministe de De Roze Draad, une organisation pour l'amélioration de la condition des travailleuses du sexe) et Vrouwen tegen Uitzetting (un organisme qui soutient les femmes réfugiées).
Les archives de Marjan Sax sont conservées aux Internationaal Archief voor de Vrouwenbeweging (IAV) (en).

## Publications
- (nl) Els Diekerhof, Mirjam Elias, Marjan Sax, Hanneke Acker, Voor zover plaats aan de perstafel: vrouwen in de dagbladjournalistiek, vroeger en nu, Meulenhoff Informatief, 1986
- (nl)Zand erover?: de uitvaart meer in eigen hand, Dekker/Schorer, 1989
- (de) Marjan Sax, Knaar Visser, Marjo Boer, Begraben und Vergessen?: ein Begleitbuch zu Tod, Abschied und Bestattung, Orlanda Frauenverlag, 1993

## Distinctions
Marjan Sax a reçu différentes récompenses pour ses efforts en faveur du mouvement néerlandais des droits des femmes, entre autres la Zilveren Anjer des Prins Bernhard Cultuurfonds (en) en 1995 et le Bob Angelo Penning du COC Nederland en 1997.